# 김재석 (축구 선수)
김재석(한국 한자: 金載錫, 2001년 2월 1일 ~ )은 대한민국의 축구 선수이며, 포지션은 미드필더이다.